# ۱٬۲٬۴-تریازول
۱٬۲٬۴-تریازول (به انگلیسی: 1,2,4-Triazole) با فرمول شیمیایی C۲H۳N۳ یک ترکیب شیمیایی با شناسه پاب‌کم ۹۲۵۷ است. که جرم مولی آن ۶۹٫۰۶۵۴ g/mol می‌باشد. شکل ظاهری این ترکیب، جامد سفید است.